# TRCNG
TRCNG (Hangul: 티알씨엔지; tên đầy đủ: Teen Rising Champion in a New Generation) là một nhóm nhạc Hàn Quốc được TS Entertainment thành lập vào năm 2017. Nhóm nhạc này ra mắt với bài hát  "Spectrum" vào ngày 10 tháng 10 năm 2017.

## Lịch sử

### Trước khi ra mắt
Ngày 17 tháng  8 2017, TS Entertainment thông báo rằng họ sẽ ra mắt nhóm nhạc nam tiếp theo vào nửa cuối năm 2017. Đây sẽ là lần đầu tiên của công ty ra mắt một nhóm nhạc nam trong 5 năm kể từ khi B.A.P ra mắt vào năm 2012 
Vào ngày 18, 2017, TS Entertainment phát hành một video cho thấy hình ảnh thời thơ ấu cùng với tên của họ. Họ cũng cho biết tên của nhóm sẽ la TRCNG và ngày debut là 10 tháng 10 năm 2017. Từ ngày 19 tháng 9 năm 2017 đến ngày 9 tháng 10  năm 2017, công ty đã phát hành nhiều hình ảnh và video quảng cáo của nhóm.

### Sau khi ra mắt
Họ phát hành MV "Spectrum" và "Wolf Baby" đã nhận được hơn ba triệu người xem mỗi MV trên YouTube. Tháng 5 năm 2018, họ đã biểu diễn cả hai bài hát tại "2018 Dream Concert".

### Scandal của Wooyeop & Taeseon, nguy cơ tan rã và chấm dứt hợp đồng với tất cả các thành viên
Vụ việc 2 thành viên TRCNG là Wooyeop và Taeseon kiện đòi chấm dứt hợp đồng với TS Entertainment mới đây chính là "giọt nước" tràn ly, khiến công ty này đi vào lịch sử là công ty giải trí Kpop đầu tiên bị kiện bởi toàn bộ nghệ sĩ.
Ngày 18/11, Wooyeop và Taeseon nộp đơn lên Cảnh sát thủ đô Seoul xin huỷ hợp đồng với TS Entertainment. Cả 2 tiết lộ họ thường xuyên bị đánh đập, chửi mắng thậm tệ, đặc biệt là khi họ còn ở độ tuổi vị thành niên. Giám đốc điều hành Park Sang Hyun bị cáo buộc không cho các thành viên ngủ trong suốt 12 tiếng nên Wooseok và Taeseon còn phải bỏ học vì không thể đến trường với quãng đường mất 2-3 tiếng di chuyển.
Chưa hết, giám đốc Park thường xuyên "thượng cẳng chân hạ cẳng tay" và chửi bới TRCNG. Taeseon cho biết vì là trưởng nhóm, nam idol bị đánh từ khi còn là thực tập sinh cho đến giờ. Tháng 6 vừa qua, Wooyeop còn bị biên đạo nhảy họ Yoon lấy ghế sắt đánh đến bị thương và phải nhập viện 2 tuần.
Ngoài ra, 2 nam idol tiết lộ cuộc sống trong kí túc xá của họ như địa ngục khi thường xuyên bị cắt điện, hỏng điều hòa, máy lọc nước và nhà vệ sinh không sử dụng được. Nhóm cũng không được cung cấp đồ ăn. 1 nhân viên công ty còn lấy 1,2 triệu won từ Wooyeop.
Cũng như những lần trước, TS Entertainment tuyên bố mọi cáo buộc đều sai sự thật và sẽ kiện ngược lại Wooyeop và Taeseon. Tuy nhiên, với những "dớp" liên quan đến "gà cũ" trước đó, dư luận đa phần đứng về phía 2 thành viên TRCNG và lên án gay gắt TS Entertainment.

## Thành viên
| Nghệ danh | Nghệ danh | Tên khai sinh | Tên khai sinh | Tên khai sinh | Ngày sinh                   | Nơi sinh | Vị trí             |
| Latinh    | Hangul    | Latinh        | Hangul        | Hán Việt      | Ngày sinh                   | Nơi sinh | Vị trí             |
| --------- | --------- | ------------- | ------------- | ------------- | --------------------------- | -------- | ------------------ |
| Jihun     | 지훈      | Kim Ji-hun    | 김지훈        | Kim Trí Huấn  | 9 tháng 1, 2000             |          | Lead Vocal         |
| Hayoung   | 하영      | Choi Ha-young | 최하영        | Thôi Hà Oánh  | 22 tháng 8, 2000            |          | Main Vocal         |
| Hakmin    | 학민      | Lee Hak-min   | 이학민        | Lý Học Mẫn    | 20 tháng 9, 2000            |          | Vocal, Dancer      |
| Jisung    | 지성      | Kim Ji-sung   | 김지성        | Kim Chí Tinh  | 21 tháng 12, 2000           |          | High-rapper        |
| Hyunwoo   | 현우      | Kim Hyun-woo  | 김현우        | Kim Huyễn Hựu | 21 tháng 1, 2001            |          | Low-rapper, Dancer |
| Siwoo     | 시우      | Yoo Si-woo    | 유시우        | Lưu Thủy Ngộ  | 11 tháng 5, 2001            |          | Low-rapper         |
| Hohyeon   | 호현      | Lee Ho-hyeon  | 이호현        | Lý Hạo Huyền  | 14 tháng 10, 2001           |          | Low-rapper         |
| Kangmin   | 강민      | Kim Kang-min  | 김강민        | Kim Cương Mân | 13 tháng 11, 2001 (18 tuổi) |          | Vocal              |

### Thành viên cũ
| Nghệ danh | Nghệ danh | Tên khai sinh | Tên khai sinh | Tên khai sinh    | Ngày sinh        | Nơi sinh | Vị trí             |
| Latinh    | Hangul    | Latinh        | Hangul        | Hán Việt         | Ngày sinh        | Nơi sinh | Vị trí             |
| --------- | --------- | ------------- | ------------- | ---------------- | ---------------- | -------- | ------------------ |
| Wooyeop   | 우엽      | Jo Woo-yeop   | 조우엽        | Triệu Hữu Diệp   | 27 tháng 9, 2000 |          | Vocal, Dancer      |
| Taeseon   | 태선      | Yang Tae-seon | 양태선        | Lương Thái Tuyên | 17 tháng 9, 2000 |          | Leader, Lead Vocal |

## Danh sách đĩa nhạc

### EPs
Ray Of Light
Spectrum
My Very First Love
I'm The One
Don't Stop The Dancing
0 (Young)
| Title          | Album details | Peak chart positions | Sales        |
| Title          | Album details | KOR                  | Sales        |
| -------------- | --- | -------------------- | ------------ |
| New Generation | - Released: ngày 10 tháng 10 năm 2017 - Label: TS Entertainment, LOEN Entertainment - Formats: CD, digital download Track listing 1. Ray Of Light 2. Spectrum 3. My Very First Love 4. I'm The One 5. Don't Stop The Dancing 6. 0 (Young) | 14                   | - KOR: 7,385 |

### Album
| Title    | Album details | Peak chart positions | Sales        |
| Title    | Album details | KOR                  | Sales        |
| -------- | --- | -------------------- | ------------ |
| Who Am I | - Released: ngày 2 tháng 1 năm 2018 - Label: TS Entertainment, LOEN Entertainment - Formats: CD, digital download Track listing 1. I Am 2. Wolf Baby 3. Utopia | 21                   | - KOR: 8,024 |

### Đĩa đơn
| Title                                    | Year   | Peak chart positions | Peak chart positions | Sales        | Album          |        |
| Title                                    | Year   | KOR                  | JPN                  | Sales        | Album          |        |
| Korean                                   | Korean | Korean               | Korean               | Korean       | Korean         | Korean |
| ---------------------------------------- | ------ | -------------------- | -------------------- | ------------ | -------------- | ------ |
| "Spectrum"                               | 2017   | —                    | —                    | —            | New Generation |        |
| "Wolf Baby"                              | 2018   | —                    | —                    | —            | Who Am I       |        |
| Japanese                                 |        |                      |                      |              |                |        |
| "Spectrum"                               | 2018   | —                    | 14                   | - JPN: 3,270 | TBA            |        |
| "—" denotes releases that did not chart. |        |                      |                      |              |                |        |